# Klunjukan
Klunjukan is een bestuurslaag in het regentschap Pekalongan van de provincie Midden-Java, Indonesië. Klunjukan telt 3126 inwoners (volkstelling 2010).